# Amine El Ouaad
Amine El Ouaad, né le 8 décembre 1995 à Casablanca, est un footballeur marocain. Il évolue au poste de gardien de but au sein du club de la RS Berkane.

## Biographie

### En club
Formé au Racing de Casablanca, il fait ses débuts professionnels en D2 marocaine.
Le 30 novembre 2020, il signe un contrat de quatre saisons à la RS Berkane. Le 6 mars 2021, il dispute son premier match avec Berkane en championnat face aux FAR de Rabat (défaite, 1-2). Il participe également à la Coupe de la confédération lors de la saison 2021-22.
Le 20 mai 2022, il remporte la Coupe de la confédération après avoir remporté la finale sur une séance de tirs au but face à l'Orlando Pirates FC (match nul, 1-1). Le 28 juillet 2022, il bat le Wydad Casablanca sur séance de penaltys à l'occasion de la finale de la Coupe du Maroc (match nul, 0-0). Il termine la saison 2021-22 à la sixième place du classement du championnat marocain.

### En sélection
Le 28 juillet 2022, il est convoqué par le sélectionneur Hicham Dmii pour un stage de préparation avec l'équipe du Maroc A', figurant sur une liste de 23 joueurs qui prendront part aux Jeux de la solidarité islamique en août 2022.
En décembre 2023, il est présélectionné par Walid Regragui dans une liste de 55 joueurs pour disputer la CAN 2024 en Côte d'Ivoire.

## Palmarès
RS Berkane
- Coupe du Trône (2) :
  - Vainqueur : 2021  et 2022.
- Coupe de la confédération (2) :
  - Vainqueur : 2019-20 et 2021-22
  - Finaliste : 2023-24
- Supercoupe de la CAF (1) :
  - Vainqueur : 2022
  - Finaliste : 2021